# Borland
Borland Software Corporation var ett programvaruföretag grundat 1983 med säte i Kalifornien, som bland annat har skapat Turbo Pascal och programspråket Delphi.
Borland hade kontor i ett antal länder i Europa.